# Quartiere Coppedè

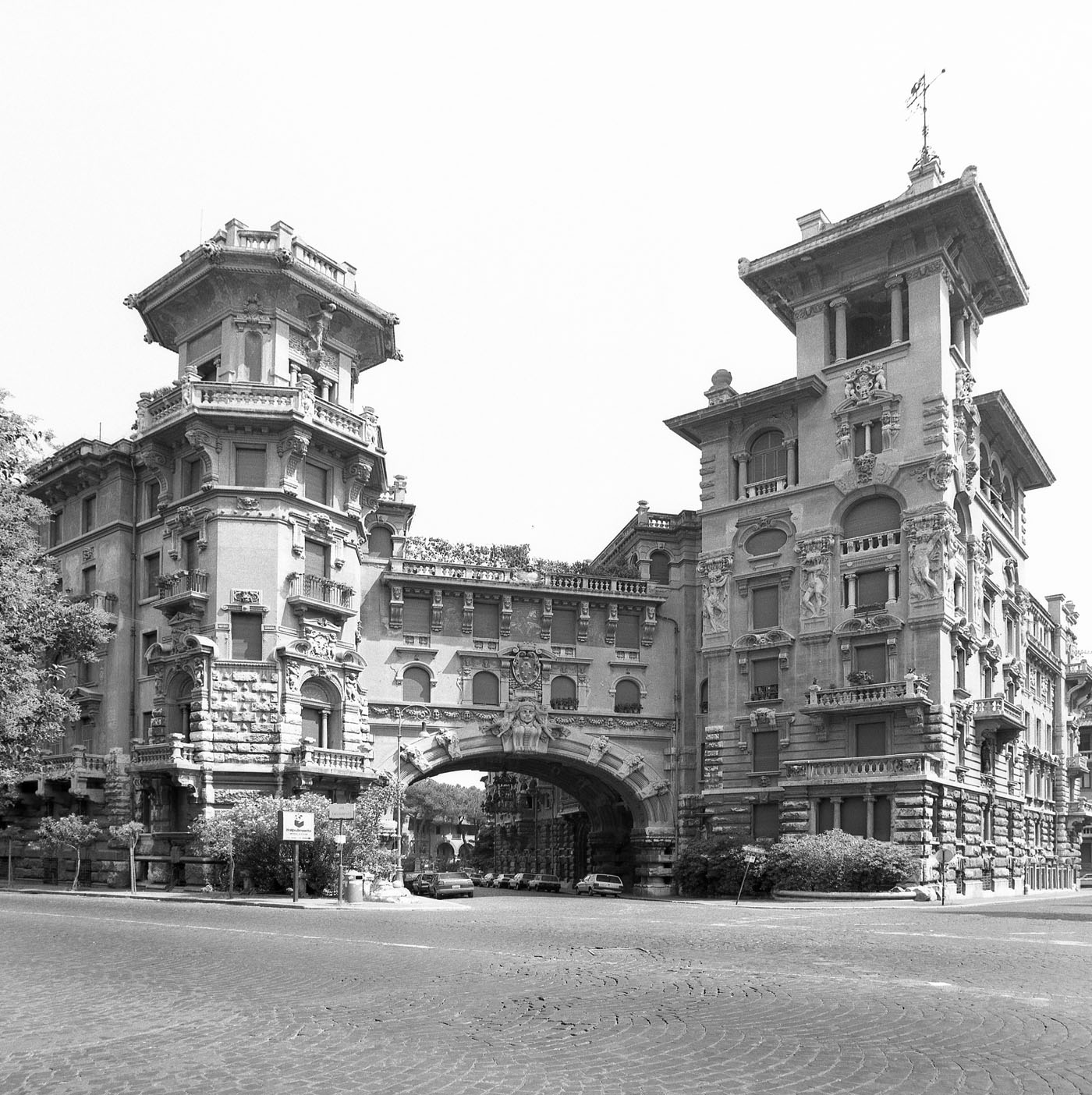
El arco que hay entre los Palazzi degli Ambasciatori, por el que se entra al Quartiere Coppedè desde la Via Tagliamento.

La Piazza Mincio y la Fuente de las Ranas.

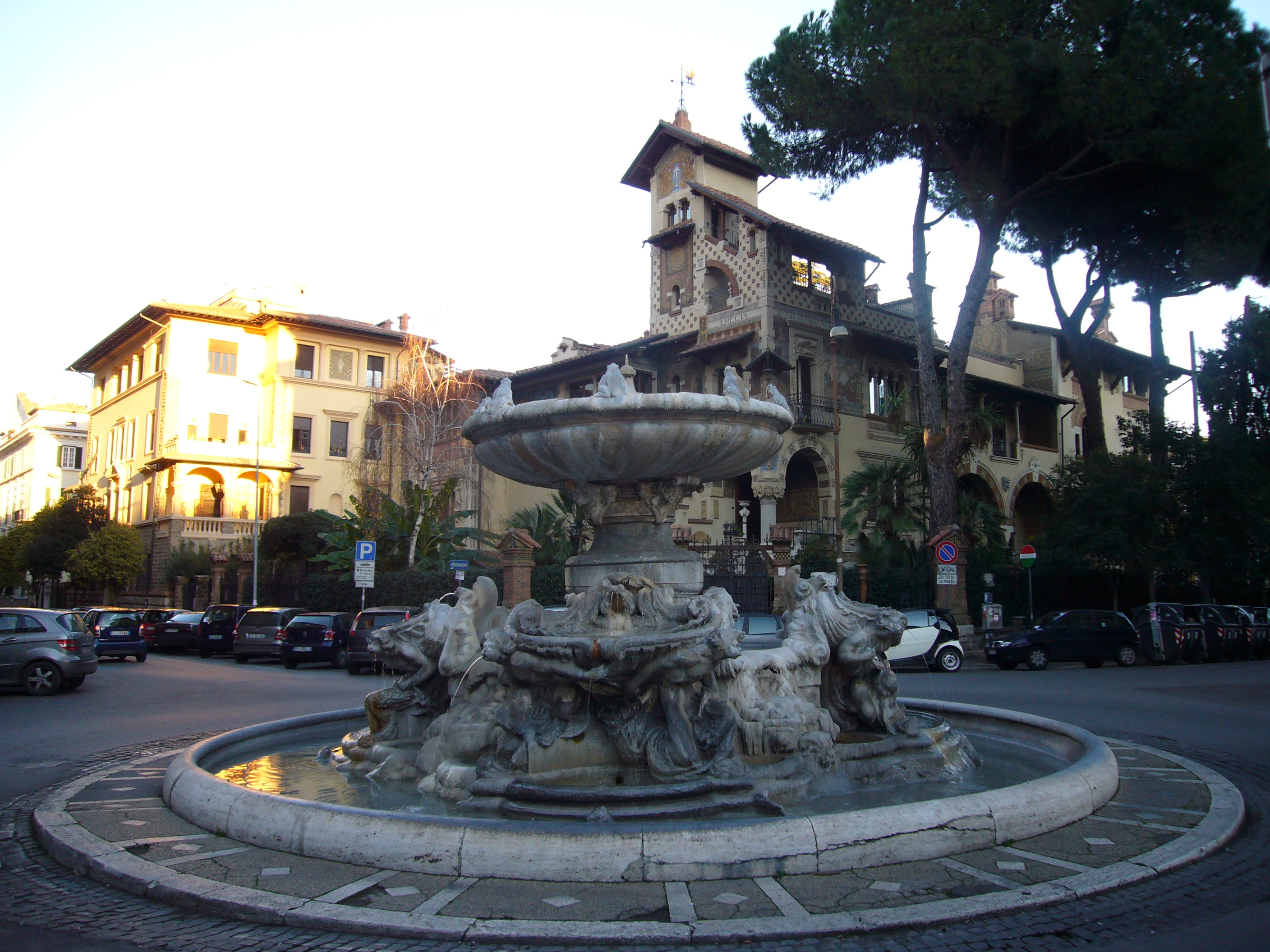
La Fuente de las Ranas en la Piazza Mincio.

El Quartiere Coppedè (en español, Barrio Coppedè) es un conjunto de edificios situado en el barrio Trieste de Roma, entre la Piazza Buenos Aires y la Via Tagliamento. Pese a no ser un barrio propiamente dicho, fue llamado así por el propio arquitecto que lo proyectó y que le da nombre, Gino Coppedè. Se compone de dieciocho palacios, y veintisiete edificios incluidos palacetes, dispuestos en torno al núcleo central de la Piazza Mincio.

## Historia
En 1915 la Società Anonima Edilizia Moderna, con sede en la Piazza Pietra, que tenía como administrador delegado a Aonzo Arnaldo, se propuso construir una zona residencial en Roma junto a la Piazza Quadrata (actual Piazza Buenos Aires), entre los límites de Parioli y los nuevos barrios, para la época, de Salario y Trieste. El proyecto se encargó a Gino Coppedè. Los financieros Cerruti quisieron volver a realizar, en Roma, el recorrido iniciado en Génova con el propio Coppedè, que diseñó varios edificios promovidos por ellos en la capital ligur.
El barrio nació sobre el plano regulador del ingeniero Edmondo Sanjust di Teulada del 1909, durante la alcaldía de Ernesto Nathan, en medio de no pocas dificultades y controversias entre la comisión urbanística y el arquitecto Coppedè, además de las restricciones impuestas por la superintendencia de la comisión urbanística, como sucedió en 1918 con la parcela de la Via Po, por concesión del entonces asesor de urbanismo, Galassi.
Aunque el diccionario arquitectónico de Pevsner, Fleming y Honour cita la fecha en 1912, la primera presentación del proyecto se realizó el 19 de octubre de 1916 y el proyecto dataría por tanto de 1915, cuando los financieros Cerruti y Becchi se lo encargaron a Coppedè. En 1921 se terminaron los Palazzi degli Ambasciatori y el barrio aún no estaba terminado por Coppedè cuando murió en 1927.
El barrio fue completado por Paolo Emilio André. El proyecto comprendía inicialmente la construcción de dieciocho palacios y veintisiete edificios entre palacetes y casas unifamiliares. El 23 de agosto de 1917 la comisión urbanística pidió a Coppedè que diera al barrio una «impronta romana»; por esta razón Coppedè usó el tema de la Roma antigua con cornisas y molduras del estilo de la Roma imperial y un gran arco que recuerda a los arcos de triunfo del Foro Romano.
En febrero de 1918 se aprobó el proyecto de los Palazzi degli Ambasciatori con la condición de que se cerrara la calle diagonal (la actual Via Dora) para convertirla en una vía privada. En 1920 se rechazó la construcción de los Villini delle Fate en la Via Rubicone. Para la construcción se usó travertino (también en honor de la Roma imperial), mientras que los interiores se realizaron con mayólica esmaltada para las cocinas, parqué de madera para las estancias y mosaicos de estilo pompeyano para los baños.
La cercanía de la discoteca Piper Club ha causado daños al barrio en varias ocasiones debido a los frecuentes actos vandálicos cometidos por los clientes de la discoteca.

## Descripción

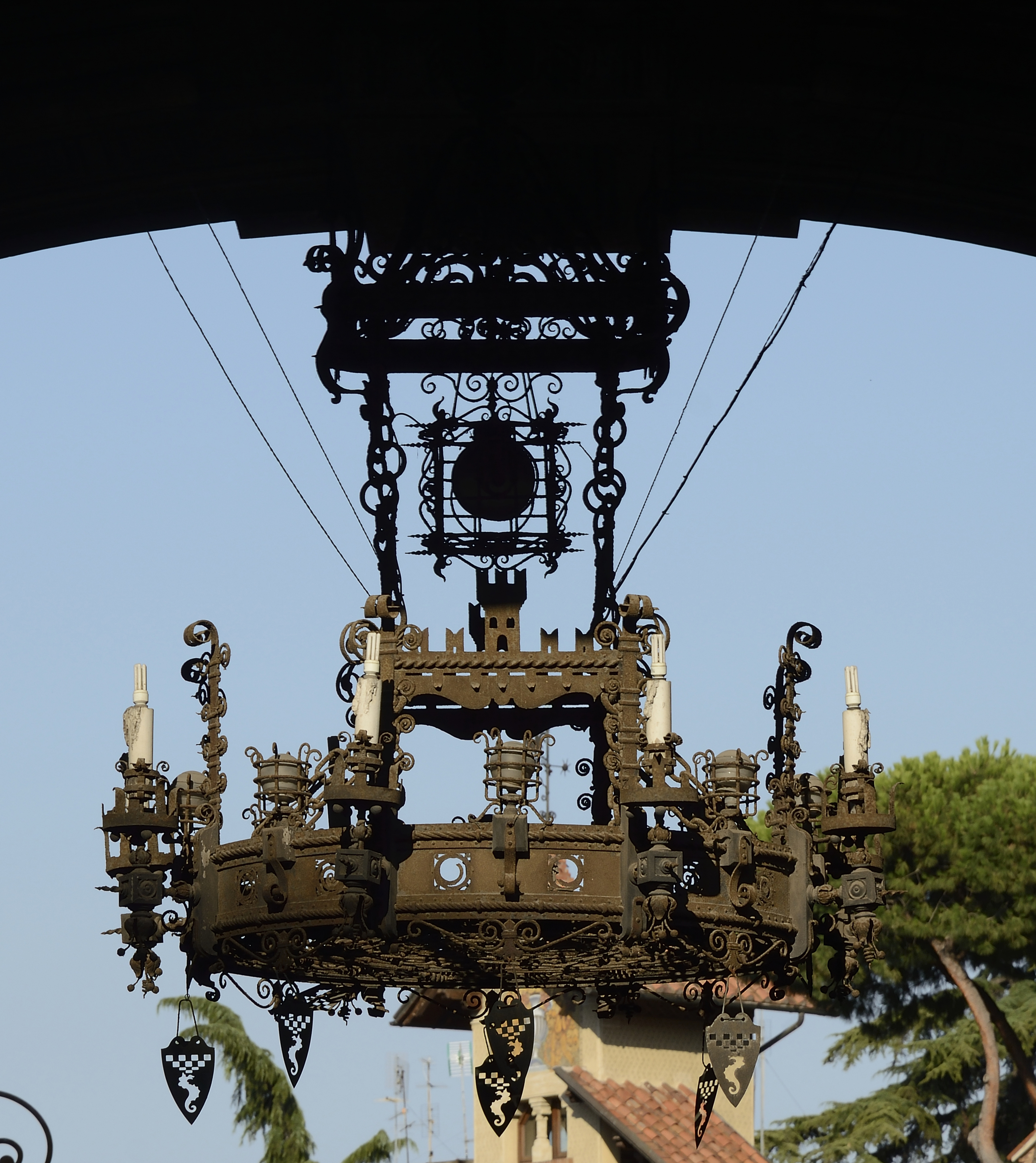
La gran lámpara de hierro forjado presente bajo el arco.

Torre de un palacio del Quartiere Coppedè.

La Virgen con el Niño en la entrada del Quartiere Coppedè desde la Via Tagliamento.

La entrada principal del Quartiere Coppedè, desde la Via Tagliamento, la constituye un gran arco que une los dos Palazzi degli Ambasciatori. Poco antes del arco hay un edículo con una estatua de la Virgen con el Niño. Bajo el arco, además de dos balcones, hay una gran lámpara de hierro forjado. El arco está decorado con numerosos elementos arquitectónicos dispuestos de manera asimétrica.
Superado el arco se llega a la Piazza Mincio, centro del barrio. En medio de la plaza está la Fuente de las Ranas, construida en 1924. La fuente está constituida por una cuenca central, pocos centímetros más alta que el nivel de la calle, con cuatro parejas de figuras, cada una de las cuales sostiene una concha sobre la que se encuentra una rana desde la cual brota un chorro de agua hacia el interior de la cuenca. Desde el centro de la fuente se eleva una segunda cuenca, de unos dos metros de altura, cuyo borde está coronado por otras ocho ranas.
El arco que cubre la entrada del palacio situado en el número 2 de la plaza es una fiel reproducción de una escenografía de la película de 1914 Cabiria.
Por su particular arquitectura el Quartiere Coppedè fue escogido por el director Dario Argento como telón de fondo para algunas escenas de sus películas Inferno y El pájaro de las plumas de cristal y en 1976 por el director Richard Donner para las secuencias iniciales de la película La profecía. Entre las películas grabadas en el barrio se encuentra también la película de terror de 1974 Il profumo della signora in nero de Francesco Barilli e Il cielo in una stanza de Carlo Vanzina.
En una de las villas del barrio tenía su casa en Roma el tenor Beniamino Gigli. En la Via Tanaro se encuentra la embajada de Sudáfrica, y en la Via Brenta se encuentran las de Marruecos y Bolivia.
Los interiores de estar estaban divididos de las zonas de ámbito privado formando «zonas de recepción» y «santuarios de la vida privada».
En los Villini delle Fate se exaltó Florencia con el escrito «Fiorenza bella» y con decoraciones florentinas en las que aparecían Dante y Petrarca. El lado de la Via Brenta está dedicado a Venecia con un león de San Marcos. La decoración del Palazzo del Ragno alaba el trabajo mediante la representación de un caballero con la palabra «labor».

### Edificios

#### Los interiores
Todos los inmuebles proyectados por el arquitecto Coppedè estaban diseñados con una visión moderna de las estancias, con una división clara entre las zonas de día y de noche y el replanteamiento de los espacios en función de las peticiones de la clientela, cuidando finamente las decoraciones de las diferentes habitaciones: mosaicos en los baños, techos a casetones, calderas de cobre, cocinas con lavabos de mármol, porteros electrónicos y garajes.

#### Los Villini delle Fate

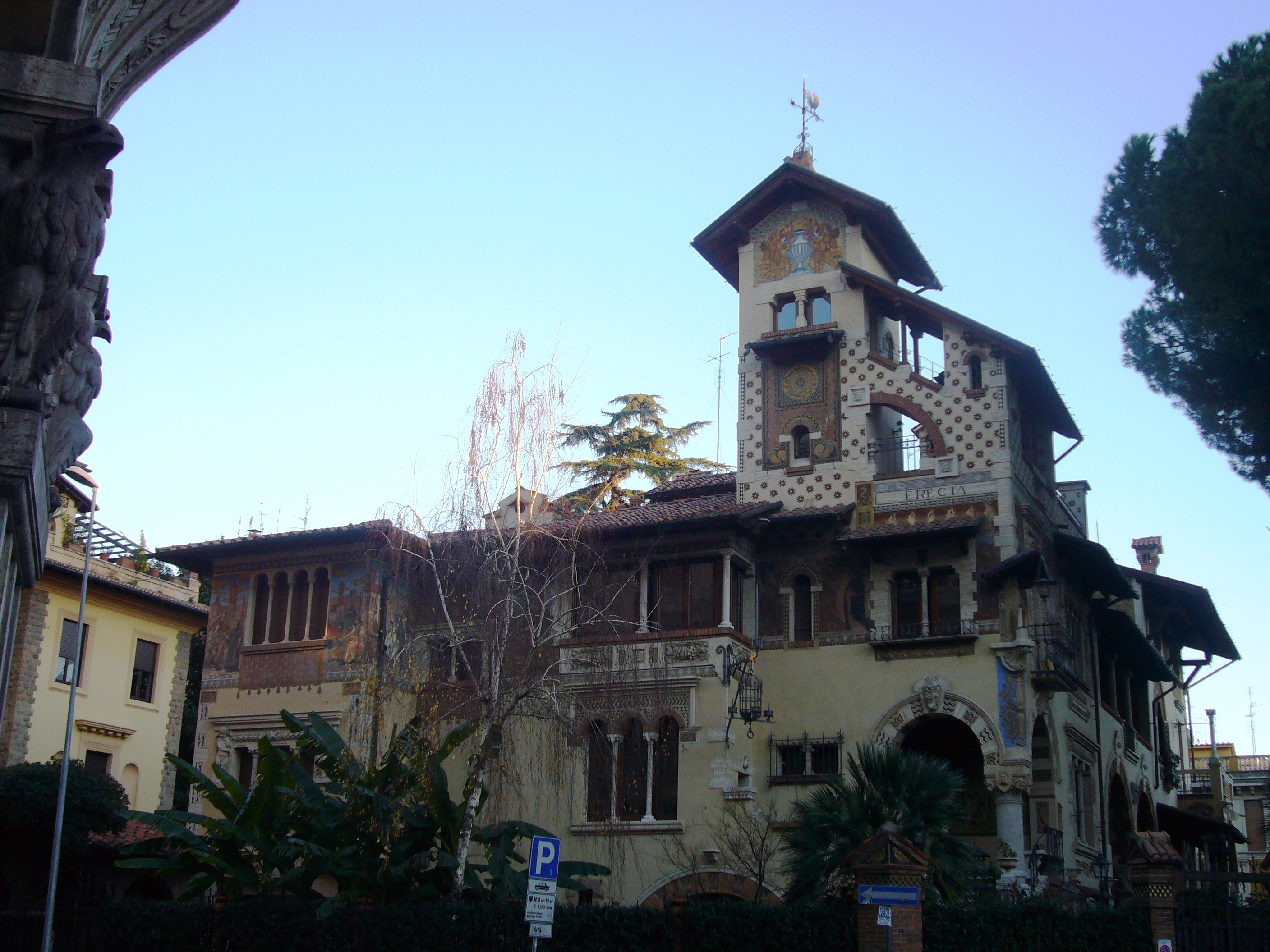
El Villino delle Fate.

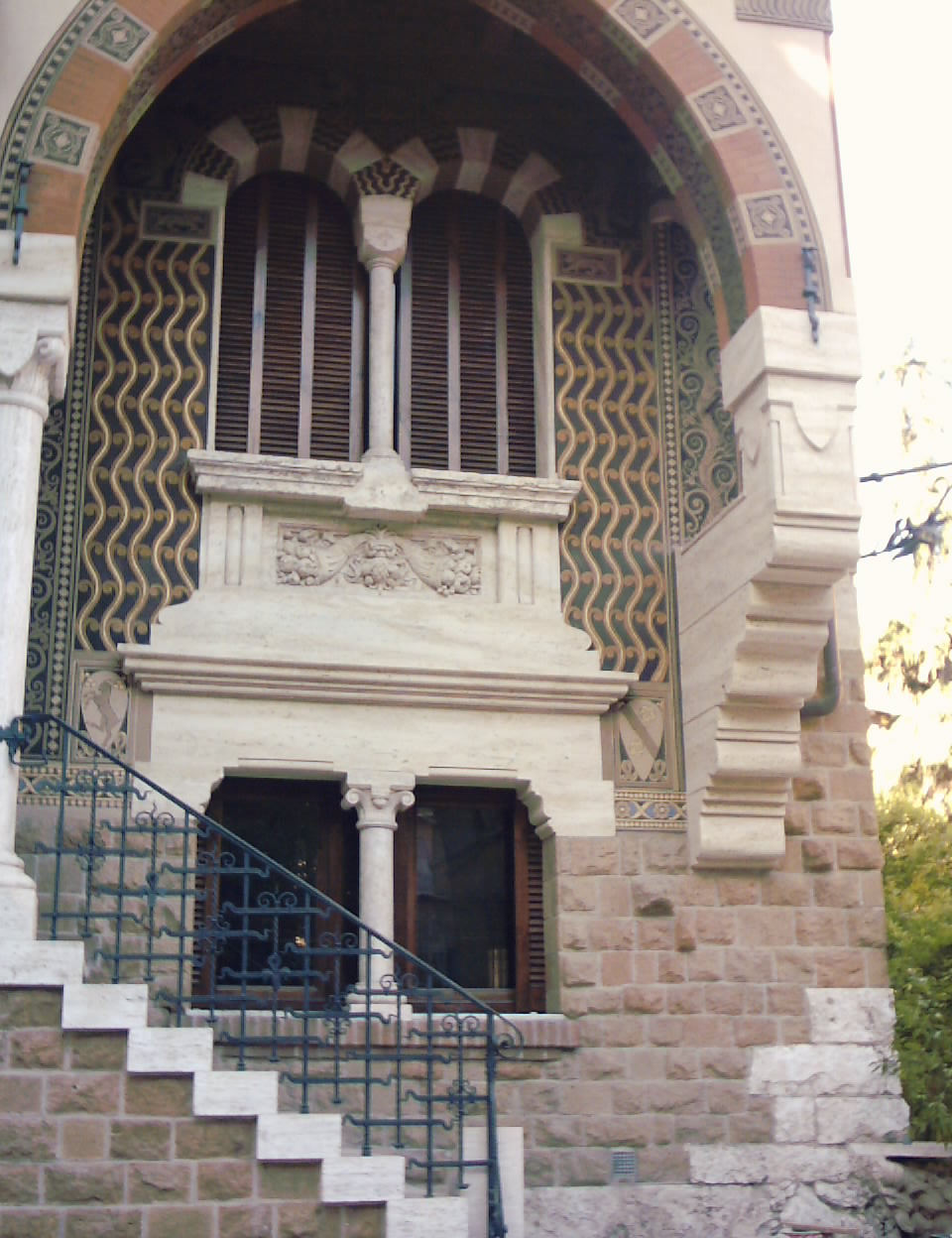
Detalle del Villino delle Fate.

Los Villini delle Fate (en español, Casas de las Hadas) están situados en la Via Aterno 4, Piazza Mincio 3 y Via Brenta 7-11. El lado de la Via Aterno tiene en la parte izquierda una partición a franjas horizontales: en la primera planta hay una decoración geométrica, mientras que en las bíforas de la segunda planta están pintadas figuras humanas que recuerdan a los dibujos de personajes famosos de la Villa Carducci alla Legnaia de Andrea del Castagno. Estas figuras son una mujer que lleva una toga, una mujer con peplo, una mujer vestida a la antigua, un hombre con barba, armadura y una cimitarra y un hombre con espada y sombrero. Entre los materiales utilizados están mármol, ladrillos, travertino, terracota, vidrio, madera y hierro forjado para la barandilla. Son muy particulares las fachadas exteriores, realizadas finamente, que en algunos puntos casi parecen estar tejidas en seda y bordadas en oro.
La fachada hacia esta calle se compone de varios cuerpos:
- El primer cuerpo a la izquierda consta de una cuadrífora entre los retratos de Petrarca y Dante. Una firma fechada en 1954 se debe de considerar debida probablemente a una restauración. En el entresuelo hay una ventana con dos columnillas, festones y putti pintados y una decoración en relieve que representa un abeja.[5]
- El segundo cuerpo consta de una serie de tres ventanas separadas por pequeñas columnas. En la segunda planta hay una pintura que representa Florencia con las palabras «Fiorenza bella». En una esquina está pintado un personaje a caballo. La planta consta de un arco con relieves de abejas y escudos. Bajo la logia hay una decoración con un halconero y un halcón.[5]
- El tercer cuerpo consta de una torretta con festones y putti. Bajo una bífora hay un reloj con motivos zodiacales. Más abajo hay un escudo con un biscione. En la segunda planta está pintada una escena de una procesión con monjes y frailes franciscanos. En la esquina hay una escalera de acceso con una logia, que está decorada con ángeles.[5]

El lado de la Via Brenta está compuesto por tres cuerpos:
- El primer cuerpo a la izquierda consta de una torreta que tiene en la segunda planta decoraciones que representan el león de San Marcos y el águila de san Juan. Bajo el águila está representada una procesión, mientras que bajo el león está representado un velero. Completa la fachada una nueva decoración con festones y putti.[5]
- El segundo cuerpo consta de una pequeña logia con decoraciones florales, dos arcos con relieves que representan abejas y uvas sobre la arquivolta, escudos y pequeñas hojas en el interior y un falso grafito que representa dos ángeles.[5]
- El tercer cuerpo tiene decoraciones de putti en lo alto. En la planta central hay un pequeño balcón con una decoración que representa la loba con Rómulo y Remo. La planta baja tiene decoraciones que representan putti y hojas estilizadas.[5]

En la fachada de la Via Olona hay una representación del árbol de la vida. En el centro hay una pintura que representa un reloj de sol. Entre las otras decoraciones hay una representación de una escena de una batalla con las palabras «Domus pacis», «Domino laetitia praebeo» y «E paetre/ex arte venustas» y un palomar bajo la esquina del techo a dos aguas.

#### Palazzi degli Ambasciatori
Los Palazzi degli Ambasciatori (en español, Palacios de los Embajadores) están situados en la Via Tagliamento 8-12, Via Brenta 2-2a, Piazza Mincio 1, Via Dora 1-2 y Via Tanaro 5. Este complejo se compone de dos bloques de planta triangular separados por la Via Dora y divididos en cinco niveles. En la esquina de la Via Arno con la Via Tagliamento hay dos torretas, y los palacios están cubiertos mediante una terraza. Entre los dos bloques triangulares hay locales de servicios y cinco huecos para ascensores. El lado de la Via Tanaro está dividido por varios cuerpos que sobresalen a varios niveles con ventanas diferentes en cada planta. Sobre la torreta de la esquina de Via Tagliamento está la inscripción «Anno Domini MCMXXI», que indica la fecha de construcción, y bajorrelieves con figuras antropomorfas. El gran arco central está decorado con pinturas que representan una Victoria alada y mosaicos que representan águilas. En el interior del arco está la dedicatoria a Coppedè. En la tercera planta hay una decoración compuesta por una copa que recuerda al Santo Grial.

#### Palazzo del Ragno

Portal del Palazzo del Ragno.

El Palazzo del Ragno (en español, Palacio de la Araña) se encuentra en la Piazza Mincio 4 y data de 1916-1926. Su nombre se debe a la decoración sobre el portal de entrada principal. Está dividido en cuatro plantas y consta de una torreta. En la tercera planta hay un balcón con logia. Sobre él hay una pintura de color ocre y negro que representa un caballo coronado por un yunque entre dos grifos con la palabra «Labor» sobre ellos. En la fachada de la Via Tanaro se reproduce el lema «Maiorum exempla ostendo/artis praecepta recentis».

#### Otros edificios
Edificio de la Via Olona 7

Casa unifamiliar con la fachada cubierta por plantas trepadoras.

Casa unifamiliar con torreta.

Data de 1925 aproximadamente y tiene una planta con forma de L. Su fachada está dividida en cuatro cuerpos: el cuerpo central tiene cinco plantas mientras que los laterales tienen cuatro. En la última planta y en torno a los balcones hay decoraciones geométricas.
Casa unifamiliar de la Via Brenta 26
Es la sede del liceo científico estatal Amedeo Avogadro y tiene dos plantas. A la derecha de la fachada está la entrada con logia. En la primera planta hay un mosaico que representa un gallo, una copa y tres dados con los números uno, tres y cinco.
Casa unifamiliar de la Via Ombrone 7
Tiene planta cuadrangular y está dividida en tres niveles, además del sótano. La primera planta es a almohadillado. Al nivel del ático hay relieves que representan abejas.
Casa unifamiliar de la Via Ombrone 8
El edificio tiene dos plantas y un sótano y, a la izquierda, una pequeña logia.
Casa unifamiliar de la Via Ombrone 11
El edificio tiene una planta cuadrangular y está dividido en dos plantas y un sótano. Los exteriores muestran varios tipos diferentes de almohadillado. Las ventanas son arqueadas y están decoradas con escudos.
Edificio de la Via Olona 2
En la actualidad es la sede oficial del consejero de Polonia en Roma. En el lado derecho hay una representación de caza, mientras que en la logia hay óvalos con palomas alternados a uno que representa a San Jorge. El edificio es de paternidad dudosa de Coppedè.